# Velká cena Intervize 2015

Účast v soutěži:
Země, které se měly zúčastnit v roce 2015 a již měly připraveného zástupce
Země, které potvrdily účast na rok 2015, ale zástupce nevybraly
Země, které se zúčastnily v minulosti, ale nepotvrdily účast v roce 2015.

Velká cena Intervize 2015 měl být desátý ročník mezinárodní pěvecké soutěže Intervize. Podle plánů se měl konat v ruském Soči. Soutěž byla plánována již na říjen roku 2014, ale z důvodů politické situace v Ruska byla posunuta na jaro 2015. Nakonec se soutěž nekonala, když byla přesunuta na neurčito.

## Účast
Soutěže se mohly zúčastnit členské státy Společenství nezávislých států, Šanghajské organizace pro spolupráci, země bývalého Sovětského svazu, země Pobaltí, Jižní Korea a Japonsko. Účast v tomto ročníku soutěže potvrdilo sedm zemí:
1. Čína
2. Kazachstán
3. Kyrgyzstán
4. Rusko
5. Tádžikistán
6. Turkmenistán
7. Uzbekistán

Naopak  Lotyšsko prostřednictvím své televize účast oficiálně odmítlo 27. února 2015. Jediná země z těch, které účast potvrdily a která vybrala svého zástupce do soutěže bylo Rusko, které zvolilo do soutěže zpěváka Alexandera Ivanova.